# Jovan Vidović
Jovan Vidović (* 6. Januar 1989 in Ljubljana) ist ein slowenischer Fußballspieler.

## Karriere
Vidović wechselte 2008 aus der Jugend des NK Domžale zur ersten Mannschaft. Hier spielte er bis 2011 in der höchsten slowenischen Liga, der Prva Liga, und erreichte 2010 das Finale im Pokal. Im Januar 2011 wechselte Vidović zum Ligakonkurrenten NK Maribor. Er wurde drei Mal Meister sowie zwei Mal Pokalsieger mit Maribor. Im Sommer 2013 ging Vidović nach Deutschland. Er unterschrieb einen Vertrag beim SV Wehen Wiesbaden. Sein Debüt in der 3. Liga gab er am 5. Spieltag, dem 24. August 2013, beim 3:1-Erfolg über Wacker Burghausen. In der Folgesaison wechselte er zum Ligakonkurrenten Hansa Rostock, den er im Sommer 2015 wieder verlassen musste.
Nachdem er mehrere Monate vereinslos war, spielte Vidović ab der Winterpause 2016 für den SV Meppen in der Regionalliga Nord, mit dem er als Meister zur Saison 2017/18 in die 3. Liga aufsteigen konnte. Nach 111 Pflichtspielen für die Emsländer einigten sich Verein und Spieler nach dem vierten Spieltag der Saison 2019/20 auf eine Vertragsauflösung.
In der Folge schloss er sich dem Nord-Regionalligisten SC Weiche Flensburg 08 an.
Im Sommer 2020 wechselte er in die Regionalliga Nordost zum Chemnitzer FC.

## Nationalmannschaft
Vidović bestritt neun Spiele für die U21-Auswahl Sloweniens. Er absolvierte einige Einsätze in der Qualifikation zur U21-Europameisterschaft 2011. Außerdem lief er im Freundschaftsspiel gegen Deutschlands U21 auf, die Partie ging 0:3 verloren.

## Erfolge
NK Maribor
- Slowenischer Meister: 2010/11, 2011/12, 2012/13
- Slowenischer Pokalsieger: 2012, 2013

SV Meppen
- Meister der Regionalliga Nord und Aufstieg in die 3. Liga: 2017